# Edwin Greenwood
Edwin Greenwood (Londres, 27 de agosto de 1895 – Buckinghamshire, 17 de setembro de 1939) foi um roteirista e diretor de cinema britânico. Ele nasceu Theodore Edwin Greenwood.

## Filmografia selecionada
Diretor
- The Fair Maid of Perth (1923)
- A Woman in Pawn (1927)
- Tesha (1928)
- The Co-Optimists (1929)

Roteiro
- The Physician (1928)
- The Love Race (1931)
- The Maid of the Mountains (1932)
- Lord Camber's Ladies (1932) produzido por Alfred Hitchcock
- East Meets West (1936)
- His Lordship (1936)
- Young and Innocent (1937)

Ator
- Chappy – That's All (1924)